# Jedlovec kanadský
Jedlovec kanadský (Tsuga canadensis), někdy nazývaný též tsuga kanadská, je jehličnatý strom z čeledi borovicovitých, původem ze Severní Ameriky. Po roce 1730 začal být vysazován i v Evropě jako okrasná dřevina.

## Synonyma
- Pinus canadensis L.

## Popis
Jedlovec kanadský je středně velký strom dorůstající obvykle 25–30 metrů výšky, zřídka i více (rekordní exemplář měřil 53 metrů s průměrem kmene 2,13 m). Má mohutný kmen s hluboce rozbrázděnou borkou a širokou pyramidální korunu s horizontálně odstávajícími a posléze převisajícími větvemi. Kořenový systém je plochý, široce rozložený.
Jehlice jsou ploché, 8–15 mm dlouhé a až 3 mm široké, tmavě zelené, vespod se dvěma modrobílými průduchovými proužky. Jsou uspořádané ve dvou řadách, od báze k vrcholu se zužují a na špičce nejsou vykrojené (rozlišovací znak oproti některým jiným pěstovaným jedlovcům); pod lupou je vidět jejich jemně pilovitý okraj. Vytrvávají zhruba 3–6 let.
Samčí šištice jsou žluté, kulovité, samičí bledě zelené, oválné, trochu větší. Dozrálé šišky jsou velmi malé, okolo 1,5 cm veliké, složené z několika málo téměř okrouhlých šupin. Dozrávají v srpnu a září, v říjnu se otevírají a vypouštějí drobná okřídlená semena.

## Ekologie a rozšíření
Jedlovec kanadský je pomalu rostoucí, dlouhověká dřevina, dožívající se stáří i 600–800 let. Velmi dobře snáší stín, mladí jedinci dokážou vegetovat v hustém zástinu mateřského porostu i 200 let. Vyhledává propustné, hlinitopísčité, kyselé nebo neutrální půdy, s velkou vlhkostí, vyžaduje spíše chladnější klima a velké množství srážek včetně sněhových. Je značně citlivý na sucho. V českých podmínkách je mrazuvzdorný.
Původní areál rozšíření zahrnuje východní část Severní Ameriky, kde roste na stinných a vlhkých místech, od nížin vystupuje až do výšky 1 700 m. Vytváří čisté porosty, nebo roste ve smíšených lesích s borovicí vejmutovkou, jedlemi balzámovou a Fraserovou, liliovníkem tulipánokvětým, dubem červeným, javorem cukrovým a dalšími dřevinami. Původní areál byl zmenšen nadměrnou těžbou a slabou obnovou jedlovce, od druhé poloviny 20. století jsou jeho populace ohrožovány masovým rozšířením korovnice Adelges tsugae introdukované z východní Asie.

## Použití
Dřevo jedlovce je v Severní Americe významným zdrojem buničiny, z níž se vyrábí papír, využívá se také pro stavební účely, není však příliš trvanlivé. Kůra se používá v koželužství. Je rovněž cenným stromem do parkových výsadeb. Bylo vyšlechtěno přes 300 kultivarů, především velké množství zakrslých.

## Galerie

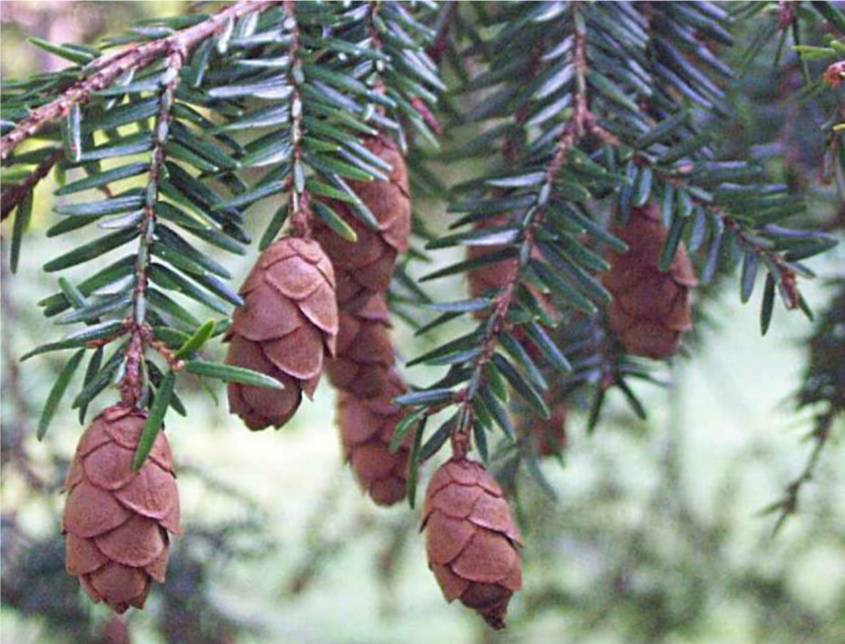
Šišky
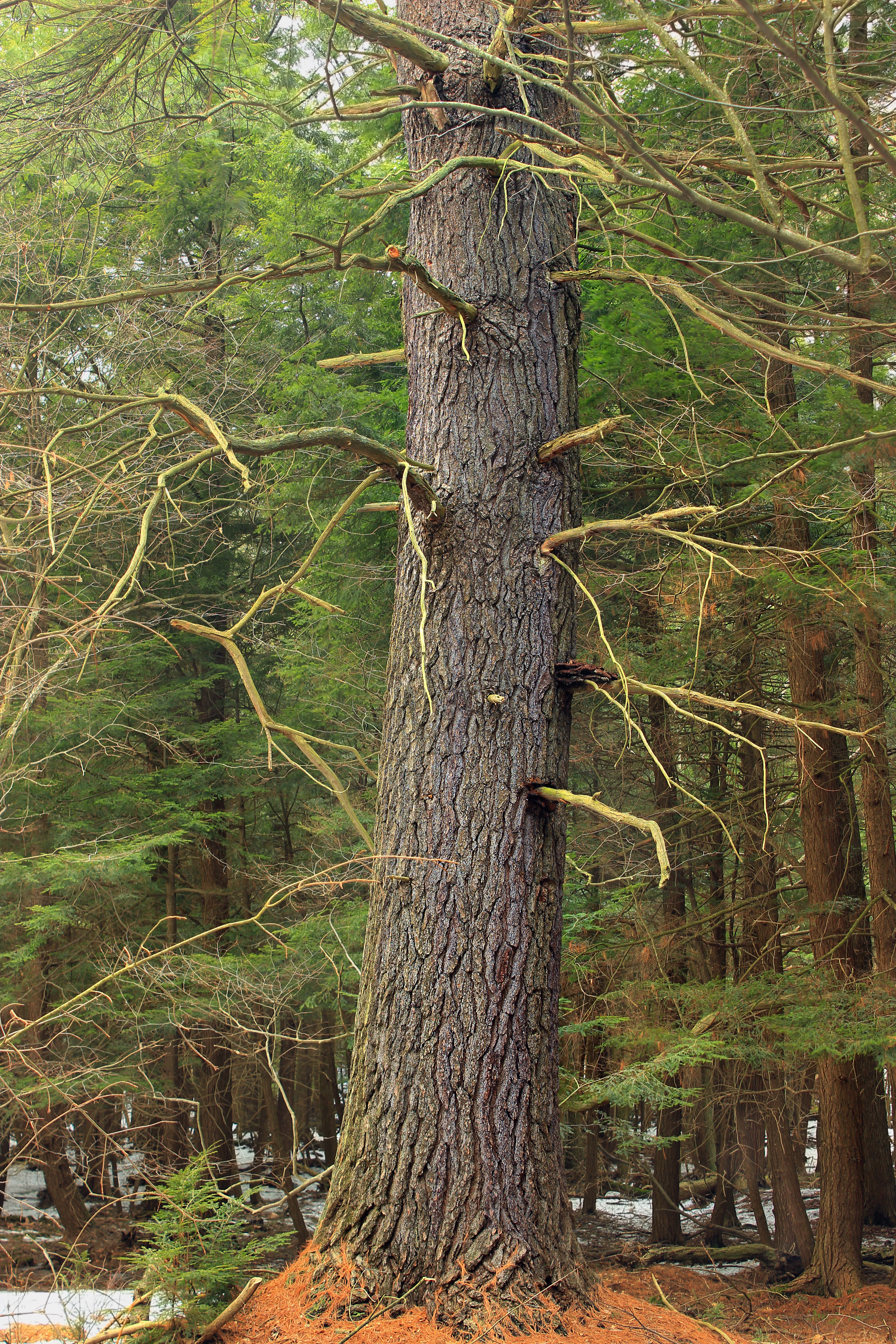
Kmen vzrostlého jedince
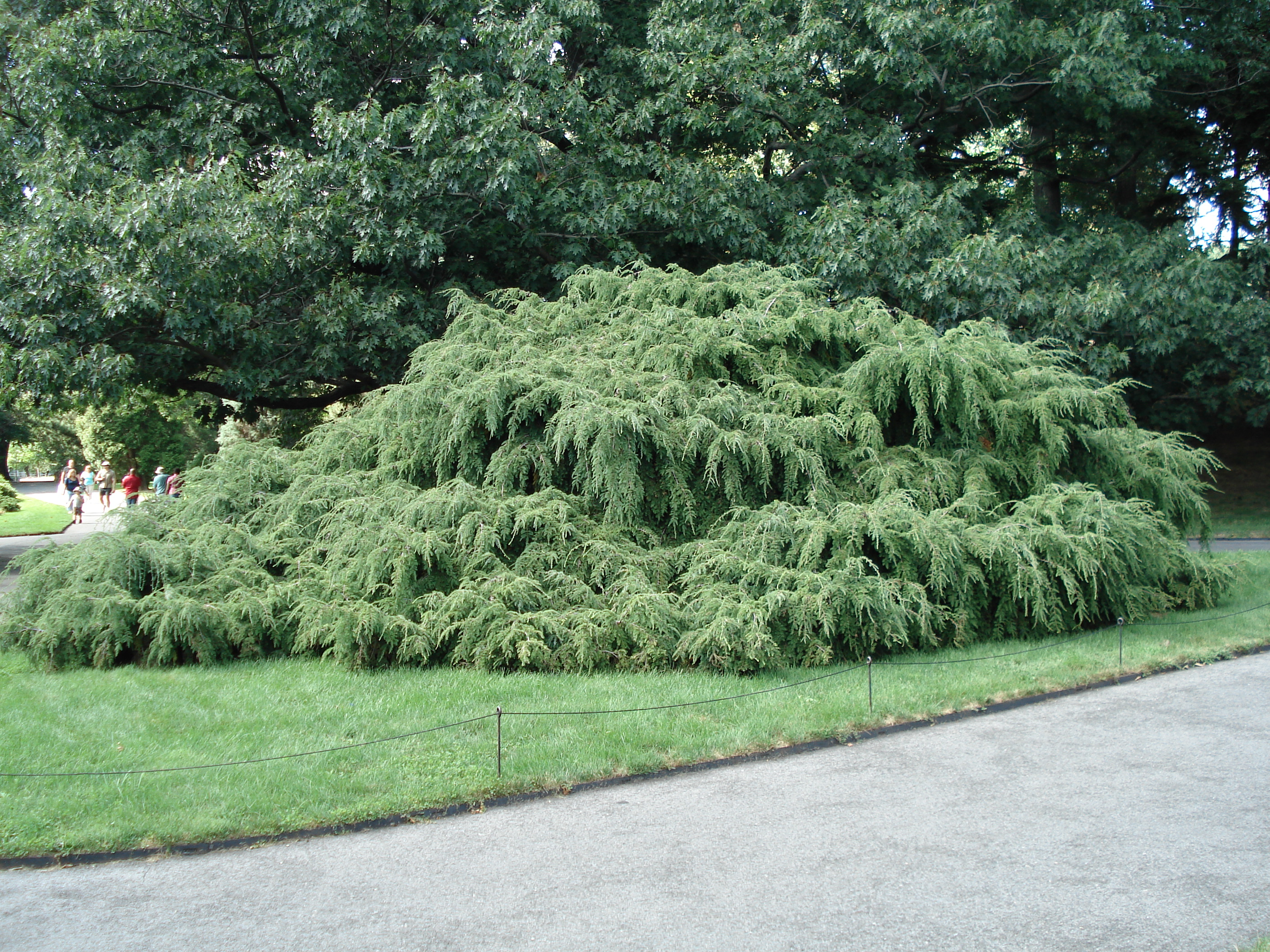
Převislý okrasný kultivar ’Pendula’
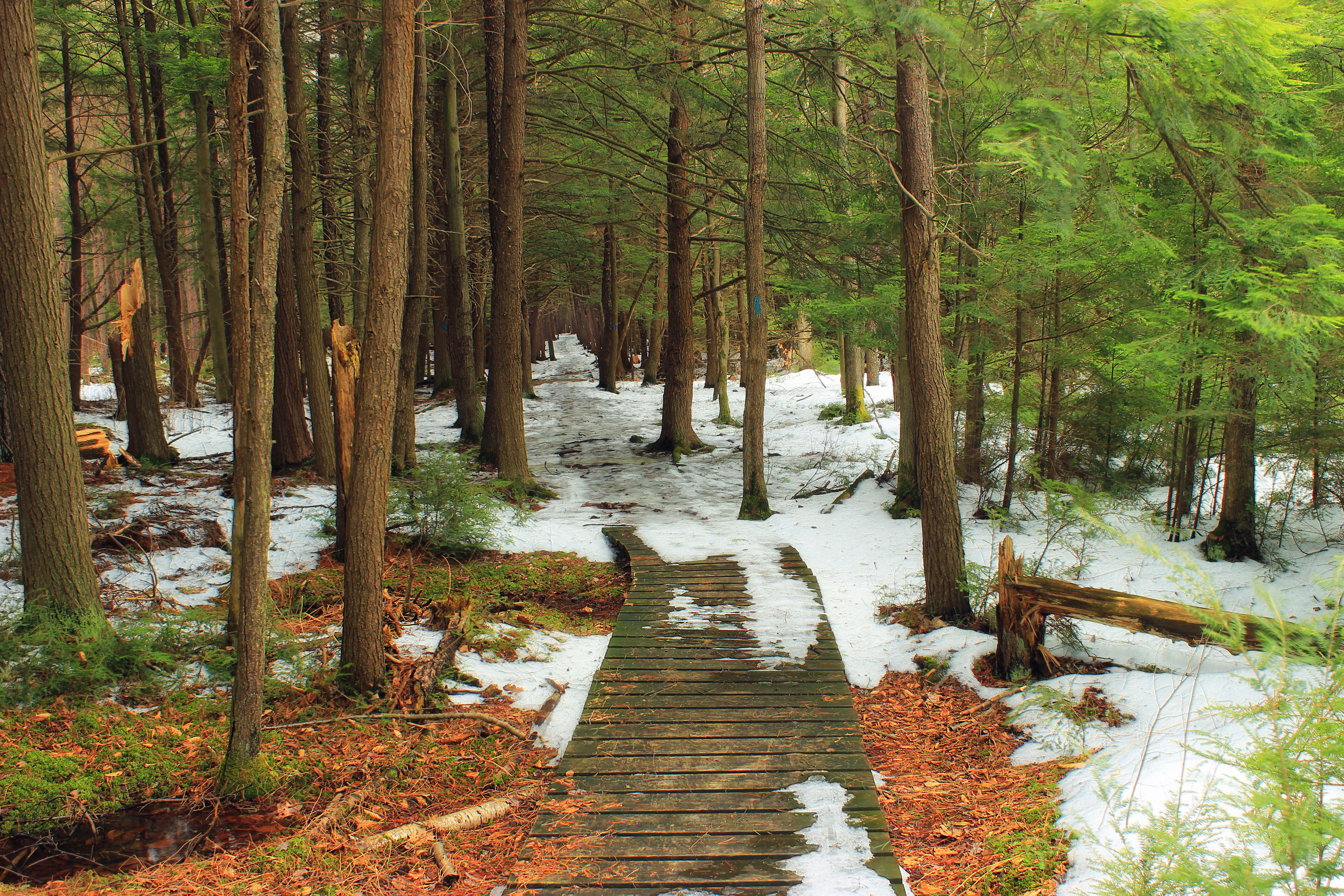
Les jedlovce kanadského ve státním parku Parker Dam v Pensylvánii
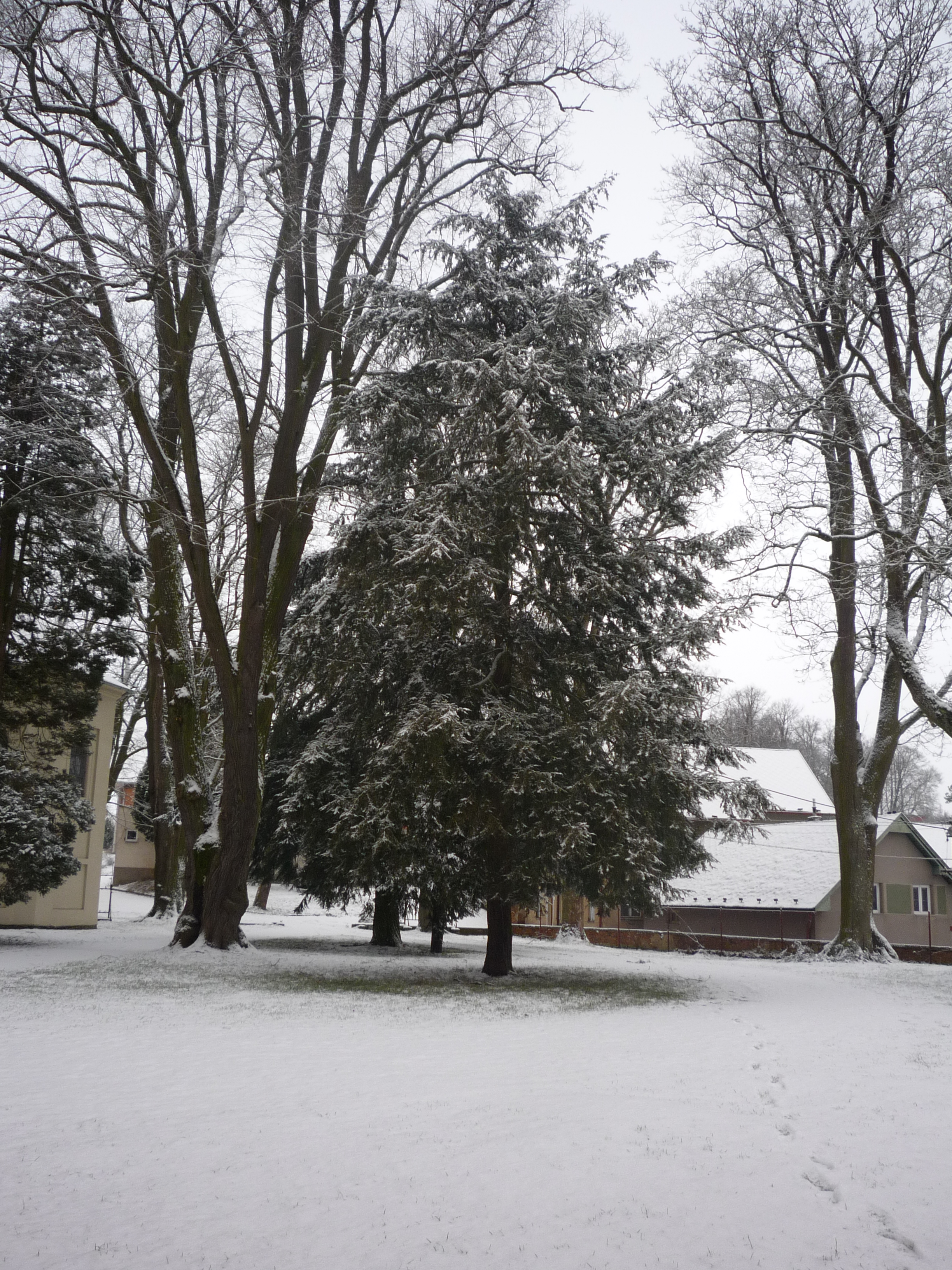
Jedlovec kanadský v zámeckém parku Pohled
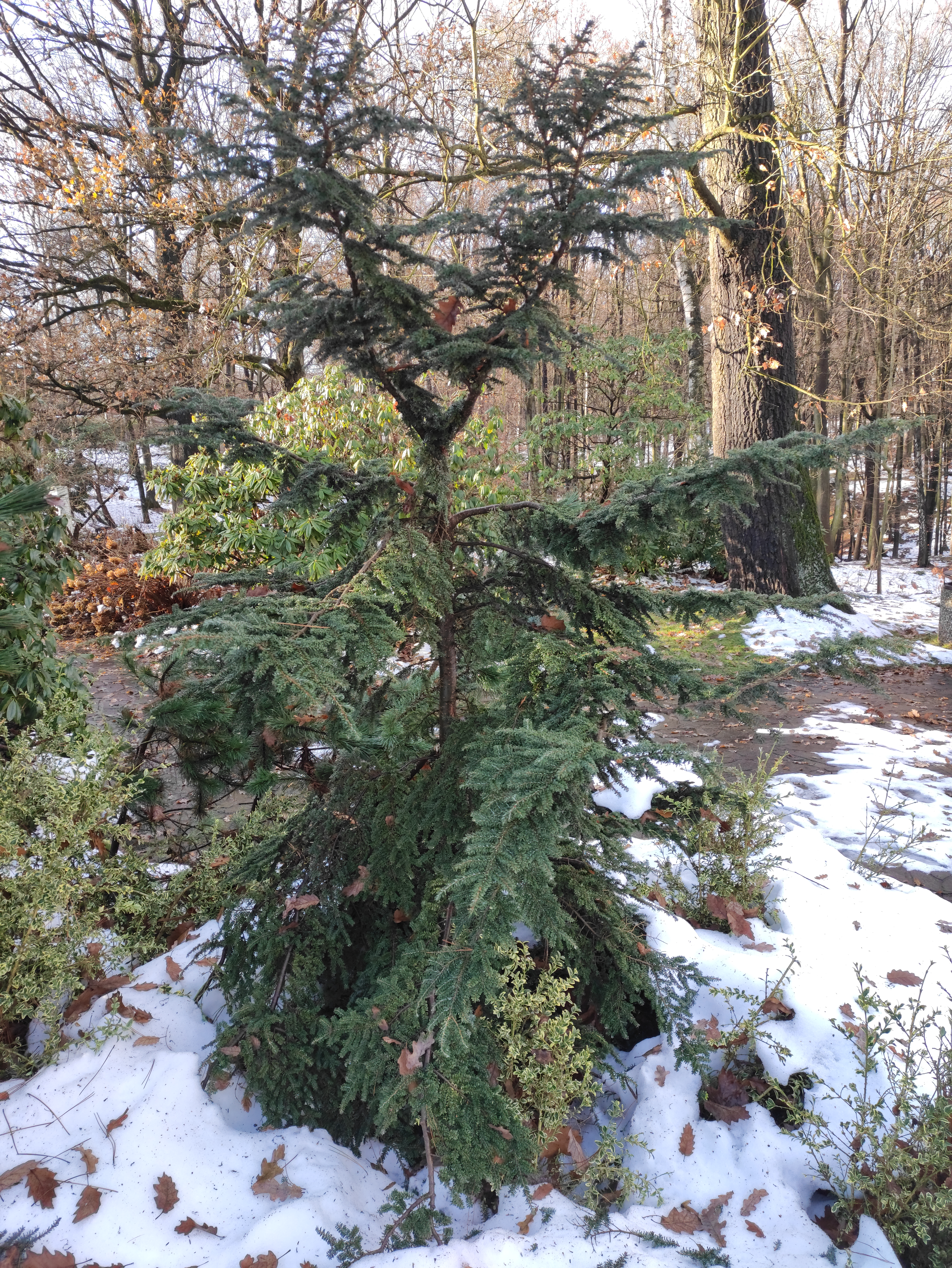
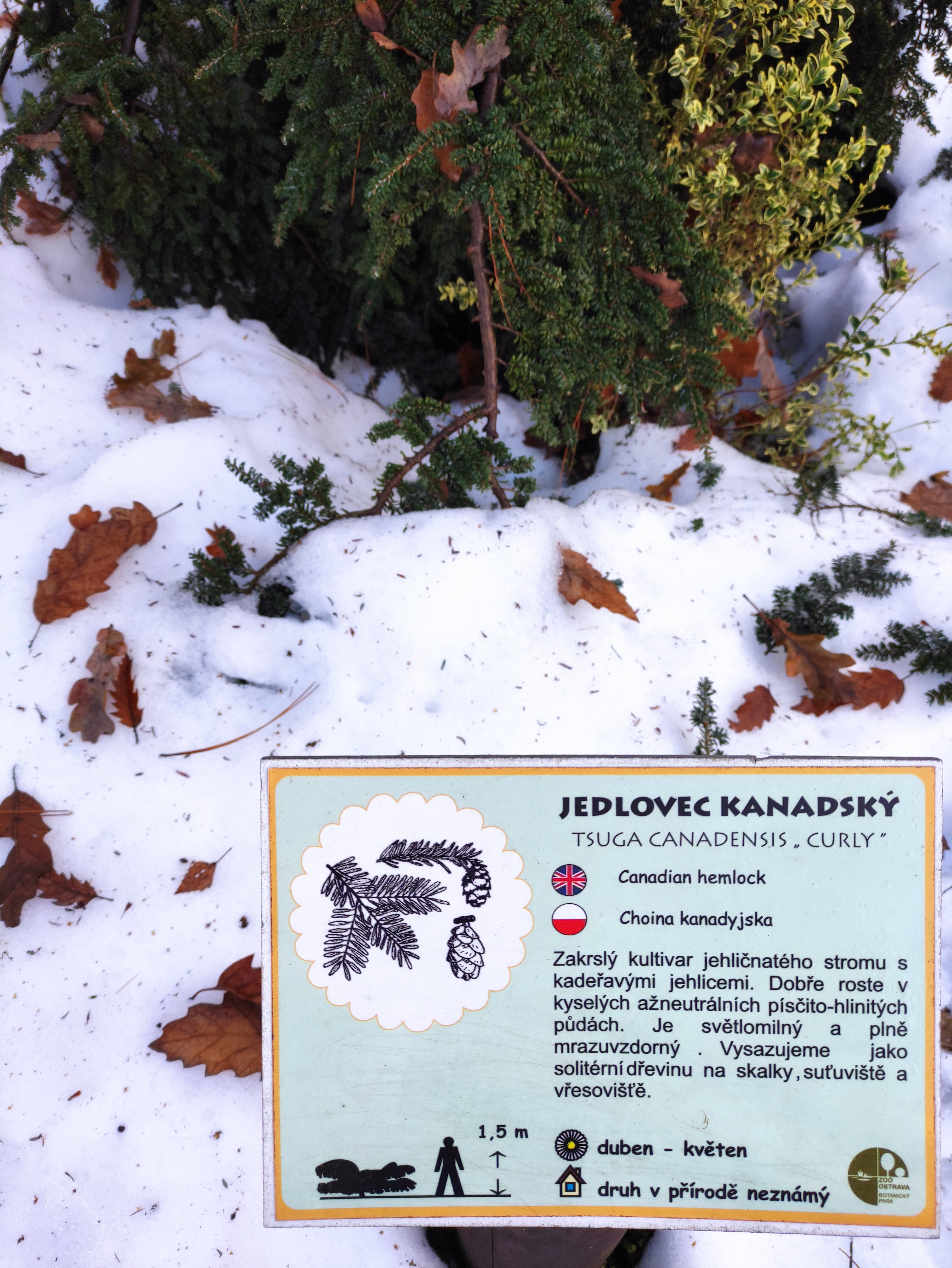